# Павле Младеновић
Павле Младеновић (Грделица, 17. мај 1955) редовни је професор Математичког факултета у Београду.

## Биографија
Рођен је 1955. године у Грделици, Србија. Основну школу и први разред гимназије завршио је у Грделици, а Математичку гимназију у Београду 1974. године. Освајао је прву награду на савезним такмичењима младих математичара 1970, 1972, 1973. и 1974. године. Учествовао је на три међународне математичке олимпијаде и освојио две треће награде. Дипломирао је на Одсеку за математику Природно-математичког факултета у Београду 1978, а магистрирао 1981. године. Школске 1983/1984. и 1984/1985. године провео је на специјализацији на Московском државном универзитету (МГУ) на Катедри за математичку статистику и случајне процесе. Докторску дисертацију под насловом Оцењивање спектра стационарног низа одбранио је на ПМФ-у у Београду 1985. године.
Младеновић је био стално запослен у Математичкој гимназији у Београду у току школске 1978/1979. године. На ПМФ (сада Математичком факултету) ради од 1979. године, када је изабран за асистента приправника. За асистента је изабран 1982, за доцента 1987, а за ванредног професора 1998. године. Основне области научног рада су му теорија вероватноћа, математичка статистика и теорија случајних процеса. Самостално је објавио 30 научних радова у домаћим и међународним часописима (поред осталог и у часописима Extremes, Proceedings of the Japan Academy, Theory od Stochastic Processes) и око 40 стручних радова. Објавио је монографију Екстремне вредности случајних низова (Математички факултет, Београд 2002), универзитетски уџбеник Вероватноћа и статистика (друго издање, Математички факултет, Београд 2002), помоћне уџбенике: Комбинаторика (треће издање, Друштво математичара Србије, Београд 2001), Елементаран увод у вероватноћу и статистику (друго издање, Друштво математичара Србије, Београд 1998) и неколико средњошколских уџбеника. Учествовао је са саопштењима и рефератима на 14 међународних и 11 домаћих конгреса и конференција. Држао је више предавања по позиву у иностранству (МГУ у Москви, „Етвеш Лоран“ универзитет у Будимпешти, Друштво математичара Грчке, Грчки статистички институт). На конференцији посвећеној Гнеденку (International Gnedenko Conference: 90th Anniversary) у Кијеву 2002. године одржао је уводно 40-минутно предавање у секцији Extreme values and random sums (Екстремне вредности и случајне суме). На редовним студијама држао је предавања из предмета: Вероватноћа и статистика, Теорија вероватноћа, Анализа временских серија, Линеарни статистички модели, Конвергенција вероватносних мера, Биоматематика са статистиком, а на последипломским студијама из Спектралне теорије случајних процеса, Анализе временских серија и специјалног курса Конвергенција вероватносних мера. Био је руководилац за израду два магистарска рада и једне докторске дисертације. Од 1996. године руководилац је Семинара Теорија вероватноћа и математичка статистика на Математичком факултету. Члан је редакције часописа Математички весник, Тангента и Математички лист (био је главни уредник Математичког листа у периоду 1991 — 1997). Референт је часописа Zentralblatt für Mathematik. Писао је рецензије и за друге међународне часописе.
Важније функције: секретар Института за математику у периоду 1988 — 1990; председник Републичке комисије за младе математичаре 1987 — 1989. и председник Савезне комисије за младе математичаре од 2001. године; руководилац југословенске екипе на Балканским математичким олимпијадама 1992 — 1996. и Међународним математичким олимпијадама 1997 — 2001; члан Жирија Међународне математичке олимпијаде 1997 — 2001, председник Друштва математичара Србије 1995 — 1999. године; члан је Бернулијевог друштва за математичку статистику и вероватноћу од 1990. године. На функцију продекана Математичког факултета у Београду постављен је по увођењу Закона о универзитету 1998; ту функцију вршио је до 2001.